# Marillion's Script revisited
Marillion’s "Script" revisited is een livealbum van een gelegenheidsformatie rondom Mick Pointer. 

## Geschiedenis
Mick Pointer was de eerste drummer van Marillion, maar werd na het eerste album terzijde geschoven en vervangen door Ian Mosley. Hij heeft dus maar een beperkt repertoire binnen Marillion opgebouwd en kon enigszins in wrok omzien. Echter Pointer maakte van een rustpauze binnen zijn andere band Arena gebruik om samen met enige vrienden dat repertoire toch weer eens uit te voeren. De titel van het livealbum verwijst naar het studioalbum Script for a Jester's Tear van Marillion uit 1983. De concertreeks van Pointer werd gedaan in het teken van de dertigste verjaardag van het verschijnen van het album. Compact disc 1 van het livealbum is een rechtstreekse livekopie van dat album. Cd 2 bevat de los verschenen titels, waaronder meezinger Market square heroes en hun epic Grendel. De opnamen vonden plaats op 16 maart 2013 in Cultuurpodium Boerderij te Zoetermeer. De vrienden van Pointer bestonden uit leden van andere bands binnen de progressieve rock dan wel neoprog. Nieuweling was Brian Cummings. Hij was zanger van de band The Carpet Crawlers, een band genoemd naar het gelijknamige lied van Genesis, die het repertoire van die band opnieuw uitvoert. Ten tijde van het verschijnen van Script in 1983 werd Genesis als referentie aangehaald.  
De recensies binnen de niche waren positief. Een plek in de Album Top 100 was echter niet weggelegd voor het album, hetgeen ook voor het origineel gold. 

## Musici
- Brian Cummins – zang
- Nick Barrett – gitaar (speelde in Pendragon)
- Ian Salmon – basgitaar (speelde in tal van bands, onder andere in Arena)
- Mike Varty – toetsinstrumenten (speelde in Credo, Landmarq en Shadowland)
- Mick Pointer – slagwerk

## Muziek
Alle tracks zijn geschreven door het Marillion uit 1983: Pointer, Pete Trewavas, Mark Kelly, Fish en Steve Rothery

| Nr. | Titel                     | Duur  |
| --- | ------------------------- | ----- |
| 1.  | Script for a jesters tear | 9:44  |
| 2.  | He knows, you know        | 5:24  |
| 3.  | The web                   | 10:17 |
| 4.  | Garden party              | 7:04  |
| 5.  | Chelsea monday            | 8:11  |
| 6.  | Forgotten sons            | 10:43 |

| Nr. | Titel                           | Duur  |
| --- | ------------------------------- | ----- |
| 1.  | Three boats down from the candy | 5:11  |
| 2.  | Charting the single             | 5:01  |
| 3.  | Grendel                         | 19:23 |
| 4.  | Market square heroes            | 6:34  |
| 5.  | Margaret                        | 9:35  |